# Taenogera luteola
Taenogera luteola är en tvåvingeart som beskrevs av Shaun L. Winterton 2007. Taenogera luteola ingår i släktet Taenogera och familjen stilettflugor. Inga underarter finns listade i Catalogue of Life.